# Unterseeboot UB-66
Pour les autres navires du même nom, voir Unterseeboot 66.
L'Unterseeboot UB-66 est un sous-marin (U-Boot) allemand de type UB III utilisé par la Kaiserliche Marine pendant la Première Guerre mondiale. Il a été mis en service dans la marine impériale allemande le 1er août 1917. 
L'UB-66 a été coulé le 18 janvier 1918 par le HMS Campanula à 38° 30′ N, 24° 25′ E. Les 30 membres d’équipage meurent dans l’événement.

## Conception
Comme tous les sous-marins de type UB III, l'UB-66 avait un déplacement de 513 tonnes en surface et de 647 tonnes en immersion. Ses moteurs lui permettaient de naviguer à 13,2 nœuds (24,4 km/h) en surface et à 7,6 nœuds (14,1 km/h) en immersion. Il avait une autonomie de 9090 milles marins (16830 km) à sa vitesse de croisière. L'UB-66 transportait 10 torpilles et était armé d’un canon de pont de 8,8 cm. L'UB-66 avait un équipage pouvant compter jusqu’à 3 officiers et 31 hommes. 

## Carrière
L'UB-66 a été construit par Friedrich Krupp Germaniawerft de Kiel. Après un peu moins d’un an de construction, il a été lancé à Kiel le 31 mai 1917. Il a été mis en service plus tard la même année sous le commandement du Kapitänleutnant Fritz Wernicke.

## Affectations
- Flottille de Constantinople : du 28 octobre 1917 au 18 janvier 1918

## Commandants
- Kapitänleutnant Fritz Wernicke[4] : du 1er août 1917 au 18 janvier 1918

## Navires coulés
| Date            | Nom          | Nationalité    | Tonnage | Destin. |
| --------------- | ------------ | -------------- | ------- | ------- |
| 19 octobre 1917 | Martha       | Danemark       | 412     | Coulé   |
| 17 janvier 1918 | Windsor Hall | United Kingdom | 3693    | Coulé   |